# Alberto David
Alberto David (Milano, 26 marzo 1970) è uno scacchista italiano con cittadinanza lussemburghese, grande maestro, campione italiano nel 2012, 2016 e 2019.
Ha vinto una medaglia d'argento alle Olimpiadi degli scacchi nel 2002 ed è stato tre volte campione italiano nel 2012, 2016 e 2019.

## Biografia
Nato a Milano, nel 1975 si trasferisce con la famiglia in Lussemburgo, a 18 anni prende la cittadinanza lussemburghese ed è stato il primo e unico scacchista lussemburghese a conseguire il titolo di Grande Maestro.
Ha raggiunto il proprio record di punti Elo nel maggio 2010 con 2631 punti, quando ancora giocava per il Lussemburgo. Nel giugno 2012 decide di prendere la cittadinanza italiana e di cambiare federazione, giocando per l'Italia. Vive tra Milano e Bologna, dove oltre ad essere scacchista agonista svolge l'attività di insegnante di scacchi, è tesserato per il Circolo Scacchistico Padovano 'G. Cortuso'.
Nella lista FIDE di maggio 2019 ha un punteggio Elo di 2557 punti, che lo inserisce al terzo posto tra gli italiani dietro Daniele Vocaturo e Francesco Rambaldi.

## Principali risultati
Per la nazionale lussemburghese ha disputato sei Olimpiadi degli scacchi negli anni 1994, 1996, 1998, 2000, 2002 e 2006, giocando sempre in prima scacchiera, vincendo 37 partite, pareggiandone 32 e perdendone 10.. Nell'edizione delle Olimpiadi degli scacchi del 2002 di Bled, vince la medaglia d'Argento individuale in prima scacchiera.
Nel febbraio del 2003 ha vinto a Parigi il 1st NAO Chess Club GM tournament con 6 punti, superando di mezzo punto Maxime Vachier-Lagrave. Nel 2009 ha vinto a Flessinga, nei Paesi Bassi, l'HZ Open. Nel settembre del 2012 vince il prestigioso Torneo di Livigno e nel novembre dello stesso anno, alla sua prima partecipazione, vince a Torino il Campionato italiano di scacchi Assoluto (CIA) e il Campionato belga a squadre con il Cercle des Echecs de Charleroi. Nell'agosto del 2014 a Tromsø ha rappresentato l'Italia alle Olimpiadi scacchistiche, giocando 7 partite in seconda scacchiera: 1 vinta, 1 pareggiata e 5 perse.
Nel settembre del 2014 vince il 12º Festival scacchistico di Amantea con 7 punti su 9. Nel giugno del 2015 ha rappresentato l'Italia in prima scacchiera nella 34ª Mitropa Cup, disputata a Mayrhofen in Austria, vincendo due partite, pareggiandone sei e perdendone una. Nel luglio del 2015 vince il 4º torneo internazionale di Anogeia, località sita a Creta. Nel settembre del 2016 ha vinto il 14º Festival scacchistico di Amantea con 6,5 punti su 9. Nel dicembre 2016 vince a Roma per la seconda volta il Campionato italiano di scacchi Assoluto (CIA). Nell'aprile 2017 vince il torneo di Malakoff con 7,5 punti.. In maggio a Gallipoli vince il Campionato italiano di scacchi a squadre con la squadra dell'Obiettivo Risarcimento Padova.
Nel maggio 2018 a Gallipoli vince ancora il Campionato italiano di scacchi a squadre con la squadra del Obiettivo Risarcimento Padova. Tra agosto e settembre 2018 vince a Creta i tornei Idaion Andron (17-24 agosto ad Anogeia con 7 su 9), Apokoronas (25 agosto-2 settembre a la Canea con 7,5 su 9) e GM Tournament ‘5th Capablanca Memorial’(11-19 settembre ad Anogeia con 7 su 9).. Tra novembre e dicembre prende parte al Campionato italiano assoluto, nel quale giunge 2º battuto agli spareggi rapid da Lorenzo Lodici. Nel marzo 2019 vince il Campionato Danese a squadre con il Team Xtracon Køge . In maggio a Bressanone vince ancora il Campionato italiano di scacchi a squadre con la squadra dell'Obiettivo Risarcimento Padova. In dicembre a Padova vince per la terza volta il Campionato Italiano Assoluto con 8 punti su 11.